# Сарсель (округ)
Сарсель (фр. Sarcelles) — округ (фр. Arrondissement) во Франции, один из округов в регионе Иль-де-Франс (регион). Департамент округа — Валь-д’Уаз. Супрефектура — Сарсель.
Население округа на 2006 год составляло 447 070 человек. Плотность населения составляет 1228 чел./км². Площадь округа составляет всего 364 км².